# Йордан Йовков (награда)
Националната литературна награда „Йордан Йовков“ е учредена през 1970 г. от Община Добрич „като естествен израз на почитта на добруджанци към големия писател, възпял в творчеството си по неповторим начин добруджанската равнина“.
Наградата се връчва на български автори за значителни художествени постижения в съвременната българска литература в духа на Йовковата литературна традиция. Връчва се по време на Литературните празници „Йордан Йовков“, които се провеждат на 5 години. Състои се от плакет, грамота и парична сума.

## История
Наградата не се разминава със скандалите. През 2000 г. БТА погрешка обявява Йордан Радичков за единствен номиниран, след което Община Добрич съобщава, че наградата отива при Марко Семов. Марко Семов приема наградата, но дарява паричното ѝ изражение от 1000 лв. на дом-паметника „Йордан Йовков“ в Добрич.
През 2005 г. ректорът на Софийския университет проф. Боян Биолчев настоява за Вера Мутафчиева, а добричките културни дейци за Камелия Кондова. Това е и причината лауреатът Антон Дончев също като предшественика си да дари на община Добрич паричното изражение на наградата си.
Още по-голям е скандалът през 2010 г., когато наградата е поделена между кандидатурите на две писателски групи – около Съюза на българските писатели и около Софийския университет. В резултат Община Добрич обмисля промяна на Статута на наградата.

## Наградени автори и творби
- 1970 – Дико Фучеджиев
- 1975 – Емилиян Станев и Симеон Султанов
- 1980 – Илия Волен
- 1985 – Петър Славински
- 1990 – Ивайло Петров
- 1995 – Николай Хайтов
- 2000 – Марко Семов и проф. Иван Сарандев (за изследователска дейност, свързана с живота и творчеството на Йовков) (Жури с председател Николай Хайтов и членове Димитър Христов, главен редактор на в. „Български писател“, Любен Георгиев и Надя Попова.)[6], [7]
- 2005 – Антон Дончев, както и Атанас Цонков и Йордан Дачев (за принос в научното изследване и популяризиране на Йовковото литературно наследство)[8]
- 2010 – Димитър Томов и Кольо Георгиев
- 2015 – Георги Мишев и д-р Кремена Митева, главен уредник на къща музей с дом-паметник „Йордан Йовков“ (за принос в научното изследване и популяризиране на Йовковото литературно наследство)[9][10][11]
- 2020 – Деян Енев и проф. Милена Кирова (за принос в научното изследване и популяризиране на Йовковото литературно наследство)[12][13]